# Plouarzel
 Plouarzel  (en bretón Plouarzhel) es una población y comuna francesa, situada en la región de Bretaña, departamento de Finisterre, en el distrito de Brest y cantón de Saint-Renan.

## Demografía
| 2057 | 1915 | 1886 | 2003 | 2042 | 2458 |
| Para los censos de 1962 a 1999 la población legal corresponde a la población sin duplicidades (Fuente: INSEE [Consultar]) |      |      |      |      |      |